# Simon Vestdijk
Simon Vestdijk (18. října 1898 Harlingen – 23. března 1971 Utrecht) byl nizozemský spisovatel, překladatel a publicista. Používal také pseudonymy Petit Moune a S. Tascorli.
Pocházel z učitelské rodiny. Vystudoval medicínu na Amsterdamské univerzitě, po krátké praxi lodního lékaře v Nizozemské východní Indii se od roku 1932 věnoval pouze psaní. Spolupracoval s časopisy De Vrije Bladen, Groot Nederland a Forum. Od roku 1939 žil v městečku Doorn. Za druhé světové války byl jedním z nizozemských intelektuálů, které němečtí okupanti internovali v Sint-Michielsgestel.
Ve svých prózách přinášel ironický obraz nizozemské měšťácké společnosti, vycházel z psychoanalýzy a vypravěčských postupů Franze Kafky a Jamese Joyce. Hlavním hrdinou je často autobiografická postava Antona Wachtera. Vydal více než 200 knih, z toho 52 románů, vedle beletrie se věnoval také esejistice a hudební kritice, zajímal se o psychologii a metafyziku. Do češtiny byly přeloženy jeho historické romány El Greco, malíř absolutna a Puritáni a piráti. Podle jeho předlohy natočila v roce 1998 Dana Nechusthanová film Strážci slonoviny.
V roce 1955 získal Cenu Constantijna Huygense. Patnáctkrát byl nominován na Nobelovu cenu za literaturu.
Adriaan Roland Holst o něm prohlásil: „Simon Vestdijk píše rychleji, než Bůh stačí číst.“